# ディープ・パープル マシン・ヘッド・トリビュート:リ・マシンド
『ディープ・パープル マシン・ヘッド・トリビュート：リ・マシンド』（Re-Machined: A Tribute to Deep Purple's Machine Head）は、イギリスのハードロックバンドであるディープ・パープルのトリビュート・アルバム。

## 概要
ディープ・パープルの名盤『マシン・ヘッド』のトリビュート・アルバムである。本作に参加しているのは、現代のハードロック/ヘヴィメタルを代表するトップアーティストや往年の名プレイヤーなどであり、滅多にトリビュート作品に参加することのない貴重な顔ぶれも加わった作品となっている。
2012年7月16日に亡くなったキーボード奏者ジョン・ロードへの追悼の意を込めたメモリアル・アルバムでもある。

## 収録曲

### CD
1. Smoke on the Water / カルロス・サンタナ、ジャコビー・シャディックス
2. Highway Star (Live) / チキンフット
チキンフットによるカバー [2]。
ギターのジョー・サトリアーニは、ジョン・ロードのキーボードソロをギターで再現している[2]。
3. Maybe I'm a Leo / グレン・ヒューズ、チャド・スミス
第3期ディープ・パープルのメンバーだったグレン・ヒューズと、レッド・ホット・チリ・ペッパーズのドラマーであるチャド・スミスによるカバー[1]。
グレン・ヒューズは、インタビューに対して「バンドの著作権を管理している『ディープ・パープル・オーヴァーシーズ』のドリュー・トンプソンから参加オファーがあったんだ。『メイビー・アイム・ア・レオ』を選んだのは、第3期パープルに通じる、ソウルフルでブルージーなグルーヴがあるからなんだ。」と答えている[3]。
4. Pictures of Home / ブラック・レーベル・ソサイアティ
5. Never Before / キングス・オブ・カオス
本作のレコーディング限定のプロジェクトである、キングス・オブ・カオスによるカバー[1]。
メンバーは、ジョー・エリオット（デフ・レパード）、スティーヴ・スティーヴンス、ダフ・マッケイガン（ガンズ・アンド・ローゼズ）、マット・ソーラム（ガンズ・アンド・ローゼズ）[1]。
6. Smoke on the Water / ザ・フレーミング・リップス、ギビー・ヘインズ
7. Lazy / ジミー・バーンズ、ジョー・ボナマッサ
プロデュースは、レッド・ツェッペリンやエアロスミス、アイアン・メイデンらを手がけてきたケヴィン・シャーリーが担当している[1]。
ギタリストとして、エアロスミスのメンバーであるブラッド・ウィットフォードも参加している[2]。
8. Space Truckin' / アイアン・メイデン
アイアン・メイデンによるカバー[1]。
ディープ・パープルの曲をカバーするのはこれが初めてだが、ギタリストのヤニック・ガーズはかつてイアン・ギランのバンドであるギランに在籍していたことがあるうえに、ブルース・ディッキンソンはソロとして「ブラック・ナイト」を歌ったことがある[1]。
キーボード不在のため、トリプル・ギターで演奏されている[1]。
一発録りである[2]。
9. When a Blind Man Cries / メタリカ
『マシン・ヘッド』には未収録の楽曲だが、同時期にレコーディングされたシングルB面曲で、近年でもディープ・パープルがライブで演奏している隠れた名曲である[1]。
10. Highway Star / グレン・ヒューズ、スティーヴ・ヴァイ、チャド・スミス
輸入盤ボーナストラック。

### DVD（初回限定盤）
- 「Highway Star / チキン・フット（ライブ映像）」
- 「Lazy / ジミー・バーンズ、ジョー・ボナマッサ（スタジオレコーディング映像）」
- 「参加アーティストらによるインタビューやレコーディング風景を収録したメイキング映像」